# Mona Lisa s'éclate
Mona Lisa s'éclate (titre original : Mona Lisa Overdrive) est un roman de science-fiction écrit par William Gibson et publié en 1988. Il est réédité en français en 2022 sous le titre Mona Lisa disjoncte.

## Résumé
Elles sont trois. Trois femmes que tout sépare, et qu'une lutte entre Mégacorpos va réunir. Sally, ancienne mercenaire maintenant au service de la mafia londonienne ; Mona, droguée, prostituée, qui survit au jour le jour dans un squat à Cleveland ; et Angie, la superstar mondiale des Simstim, fantasme de tous les mâles du cyberréseau. Leurs trajectoires vont pourtant se rejoindre et fusionner dans un instant aussi bref qu'incandescent autour de l'Aleph, un fantastique instrument de pouvoir. Mais tous les moyens sont permis pour mettre la main sur ce qui semble être le futur de l'humanité...

## Influence
Le titre original du roman, Mona Lisa Overdrive, a été réutilisé pour l'une des musiques du film Matrix Reloaded, composée par Don Davis et Juno Reactor (musique de plus de 10 minutes que l'on peut entendre sur toute la séquence de l'autoroute « freeway » dans le film).
Cette reprise de titre est un hommage à William Gibson, figure de proue du cyberpunk et inventeur du cyberespace ; les Wachowski de la trilogie Matrix s'inspirant ouvertement de Neuromancien et de l'univers créé par William Gibson. Mona Lisa OVERDRIVE est également le titre d'un album du groupe japonais de rock Buck-Tick sorti en 2003, et le nom d'une chanson de l'artiste américain Lil Ugly Mane sortie en 2012 dans l'album Mista Thug Isolation.

## Éditions
- Mona Lisa Overdrive, Victor Gollancz Ltd, juin 1988, 261 p.  (ISBN 0-575-04020-3)
- Mona Lisa s'éclate, J'ai lu, coll. « Science-fiction » no 2735, janvier 1990, trad. Jean Bonnefoy, 352 p.  (ISBN 2-277-22735-8)
- Mona Lisa s'éclate, dans Neuromancien et Autres Dérives du réseau, J'ai lu, 16 octobre 2007, trad. Jean Bonnefoy, 1 024 p.  (ISBN 978-2-290-00619-1)
- Mona Lisa disjoncte, Au diable vauvert, 6 octobre 2022, trad. Laurent Queyssi  (ISBN 979-10-307-0544-7)